# ایلاریا پینو
ایلاریا پینو (متولد ۱۸ فوریه ۱۹۸۳) بازیکن سافت بال اهل ایتالیا است که در بازی‌های المپیک تابستانی ۲۰۰۴ شرکت کرده‌است.